# 雷山琴蛙
雷山琴蛙（学名：Nidirana leishanensis），一种于中华人民共和国贵州省雷山县雷公山地区发现的两栖动物，隶属于蛙科琴蛙属。从分布于贵州的弹琴蛙中独立出来。

## 形态特征
雷山琴蛙体型较大，雄蛙体长49.5～56.4毫米，雌蛙体长43.7～55.3毫米。身体背部呈橄榄色，具淡黄色脊线和黑色斑点；体侧淡黄色，具有黑点；四肢背面红棕色，具有棕色横纹；身体腹部淡黄色，喉部及四肢腹面肉红色。